# Toyotomi Hideyori
Toyotomi Hideyori (豊臣 秀頼?; 1593 – 5 giugno 1615) era il figlio ed il successore designato di Toyotomi Hideyoshi, il generale che per primo unì tutto il Giappone.
Sua madre, Lady Yodo, era la nipote di Oda Nobunaga.
Quando Hideyoshi morì nel 1598, i reggenti che erano stati nominati per governare al posto di Hideyori incominciarono a lottare fra loro per il potere. Nel 1600, dopo la sua vittoria contro gli altri alla battaglia di Sekigahara, Tokugawa Ieyasu prese il controllo. Hideyori sposò la nipote di sette anni di Ieyasu, Senhime, per assicurare la sua fedeltà nei confronti del clan Tokugawa. Comunque Ieyasu continuò a vedere il giovane Hideyori come una potenziale minaccia, e attaccò Hideyori nella Guerra di Osaka nell'inverno del 1614. L'attacco fallì, ma Hideyori fu indotto a firmare una tregua e a smantellare le difese del castello di Osaka.
Nel 1615, il figlio di Ieyasu, Hidetada, rinunciò alla tregua e attaccò mentre Hideyori incominciava a scavare nuovamente il fossato del castello di Osaka, rompendo così gli accordi della tregua firmata il precedente inverno. Il 5 giugno 1615 Toyotomi Hideyori, non potendo proteggersi dai nemici incombenti, si suicidò, insieme ad altri trenta che erano con lui durante l'incendio del castello. Così finì il clan Toyotomi, dopo aver controllato il Giappone per trent'anni - preparando la strada al duecentocinquantenario shogunato Tokugawa.
Il figlio di Hideyori, Kunimatsu, fu ucciso, sua figlia fu mandata a Tōkei-ji, un tempio presso Kamakura, dove in seguito divenne la badessa Tenshū-ni.